# المسالک و الممالک (جیهانی)
المسالک و الممالک (پیرامون ۳۱۰ ه‍.ق) اثر ابوعبدالله محمد بن احمد جیهانی از نخستین کتاب‌های جغرافیای اسلامی است. این کتاب دربارهٔ توصیف جهان و اخبار آن و عجایب شهرها و رودها و سکونت‌گاه‌هاست. جیهانی در تألیف آن از اسناد و مدارک دیوانی سامانیان هم بهره برده‌است. برخی این کتاب را با اشکال‌العالم ابوالقاسم جیهانی اشتباه گرفته‌اند.